# Puylagarde
Puylagarde es una población y comuna francesa, en la región de Mediodía-Pirineos, departamento de Tarn y Garona, en el distrito de Montauban y cantón de Caylus.

## Demografía
| 404 | 389 | 330 | 344 | 298 | 331 |
| Para los censos de 1962 a 1999 la población legal corresponde a la población sin duplicidades (Fuente: INSEE [Consultar]) |     |     |     |     |     |